# Le Retour de baptême
La Famille heureuse, Famille de paysans o Le Retour du baptême és una pintura a l'oli atribuïda a Louis Le Nain (1642) que està exposada al Museu del Louvre de París.
En aquesta pintura d'estil barroc, l'esguard se suspèn primer en el tacte de les estovalles, en la taula on la massa del pa s'aixeca meravellosment i en la seva crosta.
Pablo Picasso també va fer una versió d'aquest quadre clàssic.